# NGC 2162
NGC 2162 ist ein offener Sternhaufen im Sternbild Dorado in der Großen Magellanschen Wolke.
Das Objekt wurde am 30. November 1834 von John Herschel entdeckt.